# Resolució 770 del Consell de Seguretat de les Nacions Unides
La Resolució 770 del Consell de Seguretat de les Nacions Unides, fou adoptada el 13 d'agost de 1992. Després de reafirmar les resolucions anteriors del Consell de Seguretat sobre el tema, inclosa les 743 (1992), 749 (1992), 761 (1992) i 764 (1992), el Consell va reconèixer la situació humanitària a Sarajevo i altres àrees de Bòsnia i Hercegovina.
Després de determinar la situació constituïa una amenaça per a la pau i la seguretat internacionals, la resolució es va aprovar en virtut del Capítol VII de la Carta de les Nacions Unides, la primera resolució que invocava el Capítol VII sobre el cas de l'antiga Iugoslàvia. El Consell va exigir que totes les parts i altres interessats a Bòsnia i Hercegovina detinguin els combats de manera immediata i insta l'accés sense obstrucció i continu a tots els camps, presons i centres de detenció del Comitè Internacional de la Creu Roja. També va demanar als Estats membres, nacionalment o a través d'organismes internacionals, que facilitessin l'enviament de l'ajuda humanitària a Sarajevo i altres zones de Bòsnia i Hercegovina, i que també els requereixen informar al Secretari General Boutros Boutros-Ghali sobre les mesures que han pres.
La resolució va demanar al Secretari General que mantingués la situació en examen per examinar possibles noves mesures per assegurar el lliurament sense restriccions de subministraments humanitaris, exigint a totes les parts que garantissin la seguretat de les Nacions Unides i altres treballadors humanitaris del país.
La resolució 770 va ser adoptada per dotze vots contra cap, amb l'abstenció de la República Popular de la Xina, Índia i Zimbàbue.